# Abou al-Mouhajir Dinar
Abou al-Mouhajir Dinar al-Ansari (en arabe : أبو المهاجر دينار) est un émir de l'Ifriqiya, de 675 à 681, sous la dynastie des Omeyyades. 

## Biographie
Sa biographie est compliquée de par l'existence de deux versions de l'histoire de la conquête musulmane du Maghreb, celles écrites avant le xie siècle et celles écrites plus tard. Il était probablement arabe mais peut avoir été un copte. Il est à l'origine un esclave de Maslama ibn Mokhallad, un membre de l'ansâr, qui lui a donné sa liberté. Maslama, l'un des compagnons de Mahomet, est nommé par le premier calife omeyyade Muawiya au poste de gouverneur de l'Égypte et de l'Ifriqiya. L'incorporation de l'Ifriqiya est symbolique, car jusque-là les Omeyyades n'ont fait que des raids temporaires dans cette direction sans tenter de contrôle le territoire de manière permanente.
En 675, Maslama nomme Abou al-Mouhajir au poste d'émir ou de général des forces omeyyades en Ifriqiya. Cette position est déjà occupée par Oqba ibn Nafi, un membre des Quraych. Maslama conseille à Abou al-Mouhajir de relever Oqba de sa position en due déférence, mais il semble que cela ne soit pas arrivé. Oqba est enchaîné et jeté en prison, d'où il n'a été libéré que lorsque le calife a demandé à le voir. Comme Oqba a quitté l'Ifriqiya pour Damas, il a juré de traiter Abou al-Mouhajir comme il a été traité.
En 670, Oqba a établi un camp à Kairouan. Abou al-Mouhajir l'a abandonné (dans certains récits, l'a détruit) et a construit une autre colonie à 3 kilomètres de là. Selon les sources écrites plusieurs siècles plus tard, cette ville était appelée Tākarwān (en arabe : تاكروان). Jusque-là, les émirs de l'Ifriqiya ont coutume de retourner en Égypte entre les raids, et Abou al-Mouhajir est le premier émir à rester en permanence à Ifriqiya.
Les faits d'arme qu'aurait accompli Abou al-Mouhajir comme commandant les armées musulmanes est diversement appréciés par les historiens selon l’époque ou les faits sont relatés. Les sources écrites au IXe siècle précisent que le général s'est avancé jusqu’à la prise de la ville de Mila, dans l'actuelle Algérie, tandis que des sources plus tardives, écrites à partir du xie siècle, lui attribuent la conquête de Tlemcen.
Le calife Yazid Ier, qui succède à son père Muawiya 1er rétablit l’autorité de Oqba à la tète des armées . Il arrive à Ifriqiya (Tunisie actuelle) , en 682 et a immédiatement accompli son vœu. Abou al-Mouhajir est enchaîné et forcé d'accompagner Oqba chaque fois qu'il part en expédition.
En 683, l’armée de Oqba, au retour d'une expédition à l'ouest de l'Ifriqiya, est prise dans une embuscade par le chef berbère Koceïla près de Tahouda - l'ancien fort romain de Thaboudeos - en Algérie. Oqba aurait proposé à Abou al-Mouhajir de le libérer de ses chaines pour qu'il ait une meilleure chance de se battre, mais Abou al-Mouhajir a dit qu'il préférait mourir en se battant avec ses chaînes. Les deux hommes sont tués dans cette bataille avec 300 membres de la cavalerie personnelle d'Oqba.
Il est enterré à Sidi Okba, en Algérie, dans le cimetière d'Al-Shurafa avec les morts de la bataille de Tahouda, devant la mosquée de Sidi Okba, ou ce qui est la tombe d'Oqba ibn Nafi.
Il a fait bâtir en 675 la Mosquée Sidi Ghanem de Mila, (anciennement elle était baptisée à son nom Mosquée Abou Al-Mouhajir Dinar), une mosquée historique située dans la ville de Mila, en Algérie.

## Référencement